# Stefan Hampl
Stefan Hampl (* 17. September 1974 in Nürnberg) ist ein deutscher Fußballspieler.

## Karriere
Bereits mit vier Jahren begann der gebürtige Nürnberger Stefan Hampl mit dem Vereinsfußball beim 1. FC Nürnberg. Beim „Club“ durchlief er sämtliche Jugendmannschaften und ging als A-Jugendlicher zur SpVgg Ansbach, wo er später auch erste Erfahrungen im Seniorenbereich sammelte. Vom damaligen Landesligisten SC 04 Schwabach wechselte Stefan Hampl 1998 zum SC Freiburg.
Bei den Breisgauern wurde er hauptsächlich in der zweiten Mannschaft in der Oberliga Baden-Württemberg eingesetzt, lief aber auch einige Male in der Bundesliga für den SCF auf. So feierte er sein Bundesligadebüt am 6. März 1999 gegen den FC Bayern München. Unter dem langjährigen Trainer Volker Finke kam er im Jahr 1999 zu fünf weiteren Bundesligaspielen, konnte sich aber nicht in der Profimannschaft durchsetzen.
Im Jahr 2000 entschied er sich für eine Rückkehr in seine bayerische Heimat und wechselte zum Regionalligisten Wacker Burghausen, wo er sich einige Male als Torschütze auszeichnen konnte, allerdings häufig als „Joker“ eingesetzt wurde. Zum Torjäger wurde er wieder nach seinem Wechsel zum Bayernligisten 1. SC Feucht zur Spielzeit 2002/03. Mit 15 Toren trug er zum Aufstieg der Mannschaft in die Regionalliga bei und war im Folgejahr auch dort mit zwölf Toren sehr erfolgreich. Man sicherte den Klassenerhalt und schloss nach einer besonders guten Punkteausbeute in der Endphase der Saison auf dem 8. Tabellenplatz ab. Noch während der Saison war es allerdings zu internen Streitigkeiten zwischen Hampl und dem SC-Management gekommen. Er nahm Abschied und ging zu den Stuttgarter Kickers, ebenfalls Regionalligist. Dort blieb er nur ein halbes Jahr und schloss sich danach dem FC Ingolstadt 04 an. Aufgrund einer Verletzung kam er 2004/05 gar nicht und 2005/06 nur dreimal für die Bayernliga-Mannschaft zum Einsatz. 2006 konnte er mit seiner Mannschaft immerhin den Aufstieg in die Regionalliga feiern, auch wenn er dazu nur wenig beitragen konnte.
Nachdem ihm bei seiner nächsten Station FSV Erlangen-Bruck (Landesliga) erneut das Verletzungspech ereilte und die Fortsetzung der Karriere zwischenzeitlich fraglich war, ist er seitdem für unterklassige Vereine aktiv, darunter auch als Spielertrainer.

### Statistik
| Liga         | Spiele (Tore) |
| ------------ | ------------- |
| Bundesliga   | 06 0(0)       |
| Regionalliga | 94 (22)       |

Hinzu kommt eine Bilanz von mindestens 67 Spielen mit 36 Toren in den Oberligen und Spiele in unteren Ligen, für die keine Daten vorliegen.